# Юрьевское (Юрьевский район)
Юрьевское (укр. Юр'ївське) — село,
Варваровский сельский совет,
Юрьевский район,
Днепропетровская область,
Украина.
Код КОАТУУ — 1225980519. Население по переписи 2001 года составляло 79 человек .

## Географическое положение
Село Юрьевское находится на берегу безымянной пересыхающей речушки,
выше по течению примыкает село Вербское,
ниже по течению на расстоянии в 3 км расположено село Варваровка.
На реке сделана большая запруда.